# Alexander Iwanowitsch Kafanow
Alexander Iwanowitsch Kafanow (russisch Александр Иванович Кафанов; * 21. Oktober 1947 in Krasnodar; † 26. April 2007 in Wladiwostok) war ein sowjetisch-russischer Hydrobiologe.

## Leben
Kafanow, Sohn eines Offiziers der Sowjetarmee, wuchs in Ordschonikidse auf. Schon früh zeigte sich sein Interesse an der Biologie. Nach dem Schulabschluss mit einer Goldmedaille begann er das Studium an der Rostower Staatlichen Universität in der Fakultät für Biologie und Bodenkunde. Er spezialisierte sich auf die Systematik der Meeresmollusken und Tierparasitologie am Lehrstuhl für Zoologie und auf Biogeochemie am Lehrstuhl für Geochemie. Bis zum Ende seines Studiums hatte er bereits 8 wissenschaftliche Arbeiten verfasst, von denen einige in zentralen wissenschaftlichen Zeitschriften erschienen.
Im Dezember 1971 wurde Kafanow auf Einladung des Institutsleiters Alexei Wiktorowitsch Schirmunski Oberlaborant im Laboratorium für Ökophysiologie des 1970 eröffneten Instituts für Meeresbiologie der Fernostabteilung (DWO) der Akademie der Wissenschaften der UdSSR (AN-SSSR, seit 1991 Russische Akademie der Wissenschaften (RAN)) in Wladiwostok. Zwei Monate später nach erfolgreichem Ablegen der diesbezüglichen Prüfungen begann Kafanow die Aspirantur am Leningrader Zoologie-Institut der AN-SSSR bei Orest Alexandrowitsch Skarlato. Nach der Verteidigung seiner Dissertation über die Cardiidae der Meere der UdSSR 1975 wurde er zum Kandidaten der biologischen Wissenschaften promoviert.
Nach der Aspirantur kehrte Kafanow an das Institut für Meeresbiologie zurück, in dem er schließlich Laboratoriumsleiter wurde. 1986 wurde das von Kafanow geleitete Laboratorium für Ökosystemdynamik in die Kamtschatka-Abteilung für Naturressourcennutzung des Pazifik-Instituts für Geographie (TIG) der DWO der AN-SSSR in Wladiwostok überführt. Kafanow war dann an der Programmentwicklung für das aus der Kamtschatka-Abteilung zu bildende Kamtschatka-Institut für Ökologie und Naturressourcennutzung der DWO der RAN direkt beteiligt.
Nach erfolgreicher Verteidigung seiner Doktor-Dissertation über die Muscheln und die Biogeographie der Fauna des Nordpazifiks für die Promotion zum Doktor der biologischen Wissenschaften 1990 kehrte Kafanow in das Institut für Meeresbiologie zurück. 1994 organisierte er mit Schirmunskis Unterstützung die Fernöstliche Malakologie-Gesellschaft, deren Präsident er dann bis 2003 war, als er krankheitshalber dieses Amt aufgab und er Ehrenpräsident der Gesellschaft wurde. Bei der Untersuchung der Muscheln des Känozoikums arbeitete er mit japanischen und US-amerikanischen Kollegen zusammen. Zwei Tage vor seinem Tod leitete er das von ihm organisierte Gedenksymposium für den verstorbenen Hydrobiologen Oleg Grigorjewitsch Kussakin.

## Ehrungen
- Verdienter Wissenschaftler der Russischen Föderation